# Monona (jezero)
Monona (anglicky Lake Monona) je jezero v americkém státě Wisconsin, okres Dane County. Rozloha jezera je 3274 akrů (13,2 km²), jeho střední hloubka přibližně 8 m, největší hloubka kolem 20 m, objem 110 000 000 m³. Jméno Monona v jazyce kmene Chippewa znamenalo Nádherné. Původně však bylo jezero pojmenováno kmenem Winnebago jako Tchee-ho-bo-kee-xa-te-la, tedy Jezero týpí.

## Pobřeží

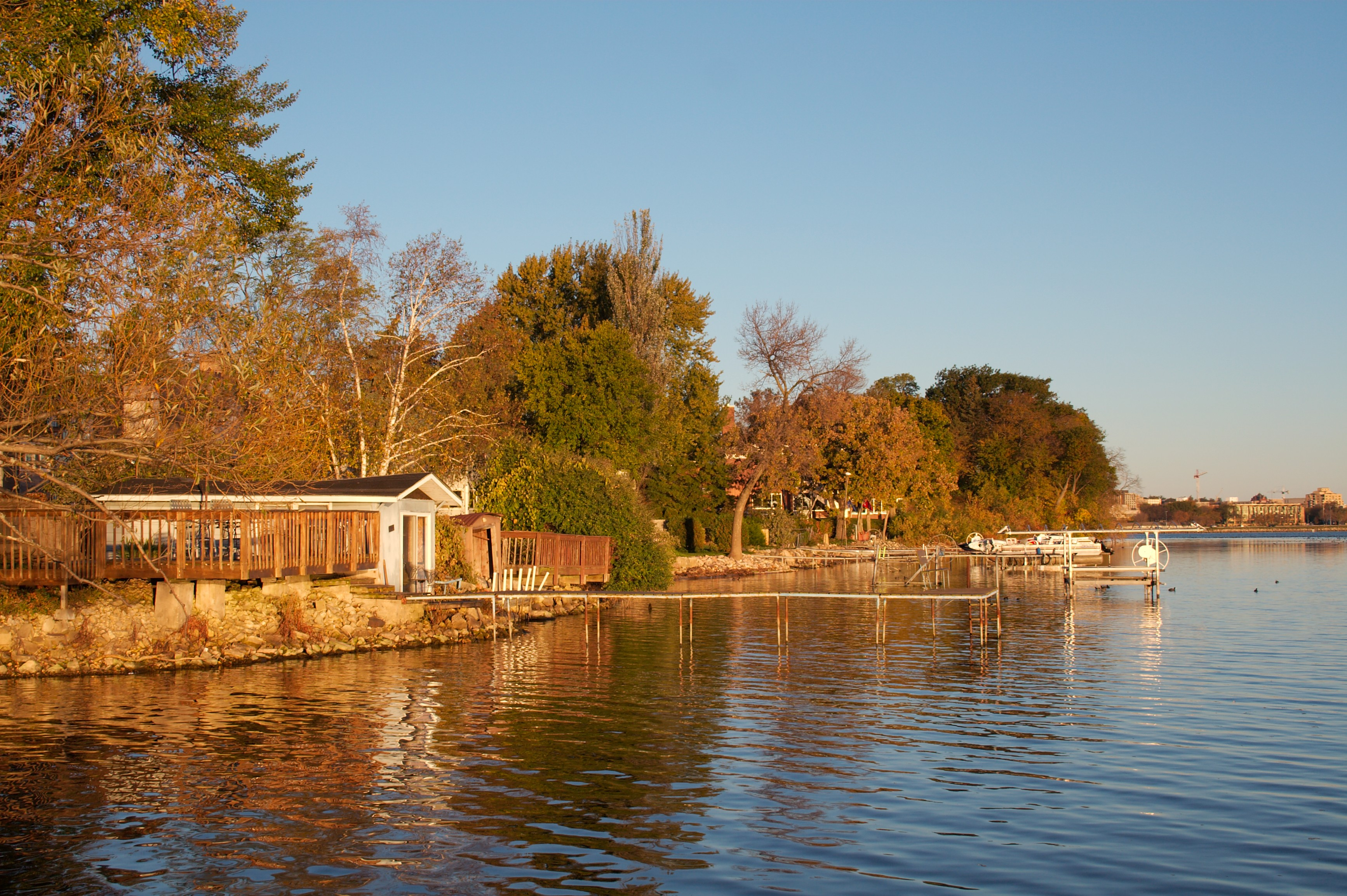
Břeh jezera Monona

Má 21 km pobřeží, z čehož přibližně 60 % je v soukromém vlastnictví. Ze tří stran jej obklopuje město Madison, na jižní straně k němu přiléhá město Monona. Monona tvoří jižní hranici šíje, na níž je umístěno centrum města Madison.

## Vodní režim
Je druhým největším jezerem v jezerní soustavě na řece Yahara (dalšími jezery v této soustavě jsou Mendota, Kengosa a Waubesa). Voda do jezera přitéká ze tří zdrojů: z řeky Yahara (od jezera Mendota) a z řek Starkweather Creek a Murphy Creek. Jezero obvykle bývá zamrzlé po 107 dnů v roce.

## Využití
Jezero je domovem mnoha druhů ryb, a proto také oblíbeným místem pro rybaření. Mezi lovené druhy patří slunečnice velkoploutvá, jeseter jezerní, okounek pstruhový, okounek černý, muskalunga (druh štiky), štika obecná a candát druhu Sander vitreus.

## Historie
10. prosince 1967 zemřel v jezeře soulový zpěvák Otis Redding, když se do vody během bouře zřítilo letadlo, v němž cestoval na koncert do Madisonu. Spolu s ním zahynulo několik členů posádky letadla.